# Уринское сельское поселение
Уринское се́льское поселе́ние (бур. Уроной hомон) — сельское поселение в Баргузинском районе Бурятии.
Административный центр — село Уро.

## География
Поселение расположено в 23 км от районного центра, села Баргузин и в 337 км от города Улан-Удэ. Территория поселения имеет площадь 66131 га.
На территории поселения произрастают светлохвойные леса из сосны обыкновенной, лиственницы сибирской, реликтовая темно-хвойная тайга. Флора представлена таежными, болотными, горными, степными видами цветковых растений, среди которых есть редкие виды. Особое место занимает фауна. В охотничьих угодьях водятся изюбрь, косуля, росомаха, белка, баргузинский соболь, в озерах и речках ондатра.
Река Уро относится к бассейну реки Баргузин бассейна озера Байкал. Этот факт накладывает ограничения на развитие хозяйственной деятельности. Экологическая безопасность территории поселения имеет важное значение.

## Население
| 2002  | 2010  | 2011  | 2012  | 2013  | 2014  | 2015  |
| ----- | ----- | ----- | ----- | ----- | ----- | ----- |
| 1822  | ↘1726 | ↘1499 | ↘1484 | ↘1468 | ↘1442 | ↘1411 |
| 2016  | 2017  | 2018  | 2019  | 2020  | 2021  | 2023  |
| ↘1386 | ↗1405 | ↘1393 | ↘1370 | ↘1351 | ↗1438 | ↘1387 |
| 2024  |       |       |       |       |       |       |
| ↘1358 |       |       |       |       |       |       |

### Национальный состав
Национальный состав весьма однороден, большую часть населения (98,1 %) составляют русские. Все остальные национальности в общем числе занимают от 2 % (буряты, татары).

## Состав сельского поселения
В состав сельского поселения входят:
| № | Населённый пункт | Тип населённого пункта       | Население |
| - | ---------------- | ---------------------------- | --------- |
| 1 | Душелан          | село                         | ↘171      |
| 2 | Малое Уро        | село                         | ↘178      |
| 3 | Уро              | село, административный центр | ↘1160     |

## Экономика
Расположение поселения имеет свои особенности, оно удалено от города Улан-Удэ и крупных промышленных центров, здесь нет железной дороги, а существующая сеть автомобильных дорог находится в изношенном состоянии. Доставка грузов осуществляется преимущественно автомобильным транспортом, что влияет на ценообразование товаров и их выбор. В связи с этим, важное значение приобретает обеспечение различной продукцией и продуктами питания местного производства по более низким ценам. Восстановление и развитие сельскохозяйственной деятельности является важной задачей населения. Крупной отраслью остается лесозаготовительная и лесоперерабатывающая промышленности. Заготавливаемый материал практически не обрабатывается. Сырой лес вывозится на экспорт. Заготовка для собственных нужд дают лишь временную занятость населения в осенне-зимний период и незначительный доход части населения поселения.
На территории поселения имеются природные горячие целебные источники, что даёт возможность для строительства центров отдыха и туризма на источниках.

## Образование и культура
В Уринской средней школе обучается 245 учеников, 20 детей в учреждении дошкольного образования. Из села Душелан школьным автобусом осуществляется подвоз старшеклассников.
В поселении имеется 2 Дома культуры и 2 библиотеки, в которых работают 7 человек. Сельские дома культуры проводят дискотеки, праздничные мероприятия, действуют кружки по интересам.

## Промышленность и сельское хозяйство
Промышленность поселения представлена предприятиями лесопромышленного комплекса. Немалый процент в лесозаготовке занимает заготовка для реализации дров населению.
Агропромышленный комплекс поселения представлен крестьянско-фермерским хозяйством «Разуваев Ф. А.». Основные виды деятельности — животноводство, овощеводство и выращивание зерновых. Деятельность ООО «Уро», созданного на базе распавшихся совхоза, а затем и СПК «Баргузинский», имеет крайне низкую эффективность. Уменьшение объемов производства связано с отсутствием техники, высокими ценами на ГСМ, отдаленностью поселения от многонаселенных пунктов, то есть отсутствием рынка сбыта. Однако, в 2009 году был выращен большой урожай в хозяйствах поселения. Хозяйства в рамках национального проекта получили кредиты и закупили технику.

## Транспорт
На территории поселения работают маршрутные автобусы. По состоянию на 1 января 2010 года перевозка осуществлялось также 8 автомашинами, принадлежащими частным автовладельцам. Грузовые перевозки внутри поселения осуществляются местным населением. Перевозки за пределы поселения осуществляются транспортом разных организаций и частных лиц.
Протяженность дорог в поселении составляет 22 км, из них 3 км — дороги внутрипоселенческие и 19 — межпоселенческие. Текущий ремонт дорог осуществляется постоянно. Проблему представляют мосты через реку Уро.

## Связь и торговля
Услуги стационарной связи в поселении оказывает компания «Сибирьтелеком». На сегодня отсутствует телефонизация сел Малое Уро и Душелан. Услуги сотовой связи оказывают сети: Улан-Удэнская сотовая, МТС, Мегафон. Почтовые услуги предоставляет ФГУП «Почта России». Штат отделения связи составляет 4 человека.
На территории поселения имеется 9 торговых точек. Ассортимент товаров и продуктов питания разнообразен. Кроме того население выезжает за товарами в район и столицу республики. Работает аптечный пункт.

## Туризм
Поселение обладает разнообразными туристскими ресурсами, позволяющими развивать некоторый виды туризма и отдыха. К природным ресурсам относятся: охотничьи угодья с различными видами животных и птиц, минеральные и горячие источники, разнообразие флоры. Часть данных участков входит в состав особо охраняемых природных территорий. Имеются дома частных лиц, которые отнесены к домам образцовой культуры и образцового порядка, дома, построенные местными умельцами с элементами деревянного зодчества.
Активный туризм представлен как традиционными, так и новыми типами передвижения — конные и пешие маршруты, экотуризм, природно-познавательный, лечебно-оздоровительный, рыболовный и охотничьий туризм, экскурсии на природе.
Особым интересом пользуются Уринские горячие источники и заброшенная малая ГЭС. В планах администрации поселения провести туристские маршруты по данным местам.